# Venerabil (catolicism)

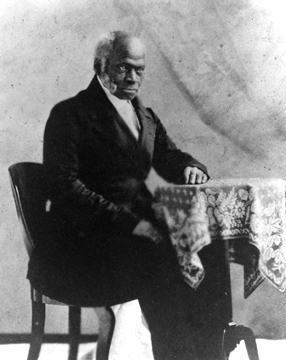
Pierre Toussaint (1766-1853)

Venerabil este al doilea titlu de recunoaștere a meritelor pe care Biserica Catolică îl atribuie unei persoane după cel de slujitor al lui Dumnezeu, pe drumul sfințeniei (beatificare și canonizare), fiind recunoscut „eroismul virtuților sale”.

## Procedura Bisericii Catolice
Oricine, chiar mirean, poate solicita introducerea cauzei unei persoane decedate în faimă de sfințenie episcopului diecezei sau eparhiei în care această persoană a decedat. Episcopul dispune studierea problemei de către câțiva specialiști. În cadrul procedurii ordinare, ancheta eparhială adună toate mărturiile, întocmește documentația. Episcopul numește o comisie canonică, alcătuită din istorici, teologi, juriști etc., care efectuează un studiu critic concretizat într-un dosar trimis Congregației pentru Cauzele Sfinților. Dacă dosarul este acceptat de Congregație, aceasta numește un raportor însărcinat cu realizarea unei sinteze (denumită positio) a întregii documentații (biografie, virtuți, eventual miracol). Un colegiu de cardinali și episcopi studiază apoi positio și decide asupra eroicității virtuților (virtuți teologice: credință, speranță, caritate; virtuți cardinale: tărie, prudență, cumpătare, dreptate). „Decretul eroicității virtuților” îl face pe slujitorul sau slujitoarea lui Dumnezeu „venerabil” / „venerabilă”, adică demn de venerat.
„Eroicitatea virtuților” desemnează eforturile făcute de persoană pentru a deveni mai bun, pentru a primi harul lui Dumnezeu, a practica caritatea, a se conforma Evangheliei și a fi credincios lui Isus Cristos. Acest criteriu este mai important decât faptele extraordinare, chiar miraculoase, realizate în timpul vieții creștinului a cărui cauză este introdusă.
Decretul eroicității virtuților nu este necesar pentru un martir: acesta este înlocuit cu un decret care confirmă martiriul slujitorului lui Dumnezeu.
Un miracol (cel puțin unul; până la 5 iulie 2013, în cazul papei Ioan al XXIII-lea, când papa Francisc îl scutește de al doilea miracol de obicei necesar canonizării) va fi necesar (cu excepția martirilor) pentru a continua procedura până la beatificare. Se va semna apoi un alt decret de recunoaștere a miracolului, care să permită beatificarea venerabilului. Se poate întâmpla ca unele considerente externe (religioase, politice, media etc.) să blocheze procesul pentru o oarecare perioadă. Unul din cele mai recente exemple este cel al arhiepiscopului Óscar Romero (1917-1980), ucis în timpul oficierii liturghiei, venerat ca sfânt în poporul din El Salvador, a cărui beatificare oficială a trenat în timpul pontificatelor papilor Ioan Paul al II-lea și Benedict al XVI-lea, dar care a fost recunoscută de papa Francisc pe 23 mai 2015. La 14 octombrie 2018 papa Francisc l-a canonizat.

## Câțiva venerabili
- Étienne Douaihy (1630-1704), patriarh al Bisericii Maronite, declarat venerabil în 2008.
- Louise de France (1737-1787), fiică a lui Ludovic al XV-lea, devenită carmelită, declarată venerabilă în 1873.
- François Libermann (1802-1852), declarat venerabil în 1910.
- Théodelinde Bourcin-Dubouché (1809-1863), fondatoare a Surorile Adorației Reparatoare, recunoscută venerabilă în 1913.
- Matt Talbot (1856-1925), muncitor, fost alcoolic, terțiar francisan, declarat venerabil în 1975.
- Jacques Sevin (1882-1951), preot iezuit, cofondator al Scoutismului din Franța, declarat venerabil în 2012.
- Auguste Arribat, preot și Drept între popoare.
- Léon Papin Dupont, recunoscut venerabil de sfântul Ioan Paul al II-lea, papă, la 21 martie 1983.
- Pius al XII-lea, papă, declarat venerabil în 2009.
- Benoîte Rencurel, declarat venerabil tot în 2009.
- Faustino Pérez-Manglano, declarat venerabil în 2011.
- József Mindszenty, arhiepiscop și cardinal, declarat venerabil de papa Francisc, la 12 februarie 2019.
- Magdeleine Hutin, călugăriță și fondatoare, recunoscută venerabilă de papa Francisc, în octombrie 2021.
- Robert Schuman, părinte al Uniunii Europene, declarat venerabil în 2021.